# Педофилия
Педофилията е психично разстройство (хронофилия, вид парафилия), при което възрастен индивид или юноша проявява сексуално предпочитание към деца в детска възраст (обичайно 9-годишни или по-малки). Юноша на възраст 15 години или по-голяма трябва да е поне 5 години по-възрастен от предпубертетното дете, за да бъде влечението му диагностицирано като педофилия.
Това разстройство е често срещано сред извършителите на сексуална злоупотреба с деца (виж сексуални престъпления); все пак, някои извършители на сексуални престъпления не отговарят на клиничните диагностични стандарти за педофилия. Термините „педофил“ и „блудствал с дете“ отбелязват различни, но припокриващи се популации. Някои педофили не задоволяват физически влечението си към деца, защото го считат за нередно, защото се боят от последствията за себе си, или защото са способни да получат задоволително сексуално удовлетворение от връзка с младежи в следпубертетна възраст или с възрастни. Някои извършители на блудство с деца, от друга страна, може да не са принципно привлечени от деца в предпубертетна възраст; поведението им може да е резултат от голямо разнообразие от други фактори, като липса на достъпен адекватен сексуален партньор, желание за нараняване родителите на детето, алкохолна или наркотична интоксикация, наврологично разстройство, финансово обвързани с порнографски цели и др. В строго поведенчески контекст думата „педофилия“ е използвана за означаване на самата сексуална злоупотреба с малолетно дете; нарича се още „педофилно поведение“.
В правораздаването терминът „педофил“ се употребява свободно и без формално определение за описание на намерените за виновни в извършването на сексуална злоупотреба с деца или непълнолетни, в това число деца в предпубертетна възраст, деца в пубертетна възраст и юноши в следпубертетна възраст. Изследователите препоръчват тази непрецизна употреба да се избягва. В ежедневието терминът „педофилия“ се употребява за означаване на всеки възрастен индивид или юноша, който е сексуално привлечен към малки деца или който сексуално злоупотребява с дете.
Въпреки множеството теории за възможна етиология на парафилиите, причините за тях, в това число и педофилията, не са известни; изследванията върху тях продължават.
Повечето педофили са мъже, макар че има и жени педофили. Поради стереотипа, че педофилите са винаги мъже, налице е трудност да се определи разространението на женската педофилия; все пак, изследвания във Великобритания и САЩ дават основания да се предположи, че между 5% и 20% от случаите на блудство с деца се извършват от жени. Повечето случаи на сексуална злоупотреба с малолетни момчета от страна на жени вероятно не са регистрирани, защото обектите на блудството показват тенденция да не възприемат този сексуален контакт като форма на злоупотреба.
Съществуват няколко различни модела на класификация типологията на педофилите, съобразно тяхното поведение и мотивации. Към настоящия момент няма методика, която ефективно да премахва влечението към деца в предпубертетна възраст. Съществуващите терапевтични стратегии се основават на различните хипотези за етиологията на педофилията и могат да намалят педофилното поведение, което води до сексуална злоупотреба с деца.

## Етимология
Думата „педофилия“ идва от гръцкото παιδοφιλία (paidophilia): παῖς (pais), „дете“ и φίλος (philos), „скъп, обичан“. Древногръцките поети са изковали думата paidophilia или като производна на paiderastia (педерастия), или обратното.
Като клиничен термин понятието paedophilia erotica е създадено през 1886 г. от виенския психиатър Рихард фон Крафт-Ебинг в книгата му Psychopathia Sexualis. В нея той описва следните нейни характеристики:
- Сексуалното влечение е само към деца в предпубертетна възраст. Този интерес не продължава след появата на първи наченки на окосмяване в пубисната област.
- Сексуалното влечение е само към деца в предпубертетна възраст и не включва деца в пубертетна възраст.
- Сексуалният интерес е постоянен във времето.

Крафт-Ебинг класифицира възрастните, изпитващи влечение към деца, в три групи:
1. педофили
2. сурогати (детето се използва като достъпен заместител на иначе предпочитан, но недостъпен към момента възрастен сексуален обект)
3. садисти

Тези типове са били допълвани и изменяни през годините в различни схеми на типологизация (виж Типове детски сексуални престъпници).

## Диагностициране
В своята десета ревизия Международната класификация на болестите (МКБ-10) помества педофилията под код F65.4 и определя това състояние като сексуално предпочитание, насочено към деца (момчета, момичета или и двете), обикновено в предпубертетна или ранна пубертетна възраст.
В текстовата ревизия на четвъртото издание на своя Диагностичен и статистически наръчник на психичните разстройства (ДСН-IV-ТР) Американската психиатрична асоциация поставя педофилията под код 302.2 и я определя по следните критерии:
- A. Рекурентни, интензивно сексуално възбуждащи фантазии, сексуални подтици или поведенчески актове, включващи сексуални актове с дете или деца в предпубертетна възраст (в най-общия случай на възраст 13 години или по-малки), за период от поне 6 месеца.

- B. Индивидът е удовлетворил въпросните сексуални подтици или сексуалните подтици или фантазии предизвикват значителен дистрес, или затруднения в междуличностните взаимоотношения.

- C. Индивидът е поне на 16 години и поне с 5 години по-възрастен от детето или децата в критерий А.

- Бележка: Да не се включва индивид в късна юношеска възраст, който има сексуална връзка с 12 или 13-годишно дете.

Диагнозата изисква уточнение за пола на детето, към което е привлечен индивидът, както и дали подтиците или актовете са ограничени в инцестна връзка. Уточнява се още типа на педофилията: ограничен (влечение единствено към деца) или неограничен (влечение и към възрастни).
При ограничения тип педофилия педофилът е привлечен само и единствено към деца. Такива индивиди показват малък еротичен интерес към зрели индивиди и в някои случаи получават полова възбуда единствено фантазирайки за или в присъствието на деца в предпубертетна възраст. При неограничения тип педофилия индивидът е привлечен както към деца, така и към възрастни и може да постигне сексуална възбуда и от двата типа сексуални обекти. Изследване от САЩ на 2429 зрели мъже, педофили, извършили сексуално престъпление с малолетни, показва, че едва 7% от тях се самоопределят като ограничени; това показва, че много или повечето педофили попадат в категорията „неограничени“. Някои други системи за класификация разделят различните извършители на сексуални престъпления в по-конкретни категории (виж Типове детски сексуални престъпници).
Нито диагностичните критерии на МКБ, нито тези на ДСН изискват за прилагането си действителна сексуална активност с предпубертетно дете. Диагнозата може да се основава на „фантазии“ или „подтици“. От друга страна лице, което е удовлетворило подобни свои желания на практика, макар и да не изпитва дистрес или негативни последствия в междуличностните взаимоотношения в резултат на тези фантазии и подтици, също отговаря на диагнозата. „Удовлетворяването“ на фантазиите и подтиците може да се изразява не само в сексуални актове, но може да включва и ексхибиционизъм, воайорство или фротьоризъм, както и мастурбиране с помощта на детска порнография.
Всички тези видове поведение следва да бъдат подложени на известна клинична преценка, преди да бъде поставяна диагноза. Също така, когато пациентът е в късно юношество, преценката за диагнозата не бива да се основава на безкритично следване на посочените в критериите минимални години разлика във възрастта на пациента и сексуалния му обект; нужно е оценката да се взема на база внимателна преценка на конкретната ситуация.
Нефиофилия, наричана още инфантофилия, се нарича сексуалното привличане към прохождащи деца и бебета (на възраст от 0 до 3 години).
Дистонната на Аз-а сексуална насоченост (F66.1 по МКБ-10) при педофилите включва хора, които нямат съмнения относно сексуалните си предпочитания, насочени към деца, но не се чувстват добре с тях и ги виждат като нежелани, поради асоциираните с тях психологически и поведенчески разстройства. Такива пациенти често биват подлагани на терапия за промяна на сексуалното им поведение. Няма терапия, която успешно и трайно да е променила сексуалните желания на пациенти.

## Етиология
Причината или причините за педофилията не са известни. Преди се е смятало, че преживяването на сексуална злоупотреба в детска възраст представлява силен рисков фактор, обуславящ развиването на педофилни нагласи в зряла възраст, но изследванията не показват каузална връзка между този сексуален опит и проявата на такива влечения, предвид че широкото мнозинство от лица, които са били обект на блудство в детска възраст, не проявяват тенденции към прояви на сексуална злоупотреба; мнозинството от зрелите извършители на блудство на свой ред не съобщават да са били жертви на подобни действия в детството си. До 1996 г. съществува широко убеждение в истинността на теорията за „цикличността на насилието“, тъй като повечето изследвания в областта до този момент са ретроспективни – извършителите на сексуална злоупотреба са питани дали са били обект на блудство в миналото. Различните изследвания посочват различни данни за приблизителния дял на извършителите на подобни престъпления, които на свой ред са били жертви в детска възраст – от 0 до 79 процента. По-нови проспективни лонгитюдни изследвания, изследващи деца от документирани случаи на блудства в продължение на дълъг период от време, показват, че теорията за цикличността не е адекватно обяснение за това защо някои хора злоупотребяват сексуално с деца.

## Биологични асоциации
Няколко са изследванията, които демонстрират връзката между педофилията и някои психологически характеристики на личността, като ниско самомнение и слаби социални умения. От 2002 г. други изследвания представиха серия от открития, свързващи педофилията с някои структури и функции на мозъка: педофилно (и хебофилно) ориентираните мъже имат по-нисък коефициент на интелигентност (IQ), по-слаби оценки на тестовете за памет, по-често не са десноръки, по-чести неуспехи в училище, по-малка височина, по-голяма честота на наранявания на главата, довели до състояния на безсъзнание, както и няколко различия в мозъчни структури, наблюдавани с МРИ. Според изследователите провели тези проучвания, откритията им демонстрират наличието на един или повече неврологични характеристики, които са налице при раждането и които причиняват или повишават вероятността от формирането педофилията. Свидетелства за фамилна наследственост „предполагат, но не доказват, че генетични фактори са отговорни“ за развитието на педофилията.
Има данни, добити чрез ядрено-магнитен резонанс, които показват, че мъжете педофили имат по-малък обем бяло мозъчно вещество, в сравнение с изследвана контролна група.
Наблюдения на реакциите към стимулиране със сексуално възбуждащи изображения на възрастни, извършвани с функционален ядрено-магнитен резонанс (фМРИ), показват, че блудствалите с деца, които са диагностицирани с педофилия, имат намалена активация на хипоталамуса, в сравнение с лица, които не са диагностицирани с педофилия. Изследване с функционална невровизуализация, извършено през 2008 г., отбелязва, че централната обработка на сексуалните стимули при хетеросексуални „съдебно хоспитализирани педофили“, може да е изменена вследствие на нарушение в префронталните връзки, които „може да отговарят за контролираното от стимули поведение, каквито например са сексуално натрапчивите поведения“. Откритията могат да означават и „дисфункция в когнитивния етап на обработката на половата възбуда“.
В свой обзор на изследванията върху хормоналните аспекти на педофилията Бланшар, Кантор и Робишод (Blanchard, Cantor, and Robichaud, 2006) заключават, че има известни доказателства в подкрепа на твърдението, че педофилите произвеждат по-малко тестостерон в сравнение с контролните групи, но че досегашните изследвания по въпроса не са особено качествени, поради което е трудно да се правят крайни заключения.
Макар сами по себе си да не са причини за педофилията, коморбидните психиатрични заболявания (като личностовите разстройства и злоупотребата с медикаменти) са рискови фактори при откликването на педофилните сексуални подтици.
Бланшар, Кантор и Робишод (2006) отбелязват, че „Теоретичните построения [за коморбидните разстройства] не са напълно ясни. Дали определени гени или вредни фактори в пренаталното (ембрионално) развитие предразполагат мъжа да развие едновременно афективни разстройства и педофилия, или фрустрацията, опасността и изолацията, породени от неприемливите сексуални желания – или тяхното нередовно, прикрито задоволяване – водят до тревожност и отчаяние?“ Те отбелязват още, че вероятността за генетично влияние е по-голяма, предвид установената по-рано тенденция майките на педофили да са преминали през психиатрично лечение.

## Психопатология и личностови характеристики
В изследване върху мъже, извършили блудство с деца, Коен и др. (Cohen et al., 2002) установяват, че педофилите имат разстройство на вътреличностовото функциониране и повишено пасивно-агресивно поведение, както и накърнена Аз-концепция. Що се отнася до модела на задръжките, педофилите демонстрират повишена социопатия и склонност към когнитивни изкривявания. Според авторите, белезите на патологична личност при педофилите подкрепят хипотезата, че тази патология е свързана едновременно с мотивацията за и с провала при потискането на педофилното поведение.
Според Уилсън и Кокс (Wilson and Cox, 1983), „педофилите по-често страдат от психотичност, интровертност и невротичност, отколкото контролна група от лица на същата връзаст. [Но] има трудност в определянето на това кое е причината и кое е ефектът. Не можем да кажем дали педофилите се интересуват от деца, вследствие на това че са силно интровертни и следователно намират компанията на децата за по-малко застрашителна, отколкото тази на възрастните; или социалното отдръпване, следващо от тяхната интровертност, всъщност не е изолация, провокирана от тяхното влечение (напр. съзнаване за социалната забрана и враждебност, която тегне над това влечение)“. (p. 324).
Преглед на описателни изследвания, публикувани между 1982 и 2001 г., установява, че педофилите използват когнитивно изкривяване при удовлетворяването на личните си нужди, оправдавайки блудството чрез предефиниране на действията си като акт на любов и взаимност, както и възползването от непропорционалността на способностите (напр. привилегията на знанието и опита), характерна при всички взаимоотношения между възрастен и дете. Други когнитивни изкривявания представляват идеята за детето като „сексуално зряло“, „неконтролируемостта на сексуалността“ и „подмяната на сексуалната терминология“.
Друг преглед на научната литература отбелязва, че изследванията върху личностовите корелати и психопатологията при педофилите рядко са методологически коректни, в частност поради примесването на понятията „педофил“ и „извършил блудство с дете“, както и трудността при оформянето на представителна извадка от популацията на педофилите.
Сето (Seto, 2004) подчертава, че педофилите, изследвани в клинична среда, вероятно са попаднали в нея поради дистреса от сексуалните им предпочитания или поради натиска от страна на другите. Това повишава вероятността при тях да има психични проблеми. По същия начин, за педофилите, набрани от наказателната среда, където са попаднали след като са били уличени в престъпление, е по-вероятно да проявяват антисоциални характеристики.